# Róbert Petrovický
Róbert Petrovický född 26 oktober 1973 är en slovakisk ishockeyspelare (forward). 
Petrovický lämnade Europa redan som 19-åring för att pröva lyckan i NHL. Han spelade i Nordamerika fram till år 2001 bortsett från ett kort mellanspel (en match) i den slovakiska klubben Dukla Trencin säsongen 1993-1994.
I NHL har Petrovický spelat för följande klubbar: Hartford Whalers, Dallas Stars, St. Louis Blues, Tampa Bay Lightning och New York Islanders. På sina 208 NHL-matcher har Petrovický gjort 28 mål och passat fram till 38. Säsongen 2001-2002 avslutade Petrovický sin säsong med spel i MODO. Därefter tillbringade han 6 säsonger i Schweiz innan han anslöt till Leksands IF hösten 2007. Han medeverkade i det lag som vann VM-guld för Slovakien 2002. 